# Bitoma crenata
Bitoma crenata är en skalbaggsart som först beskrevs av Fabricius 1775.  Bitoma crenata ingår i släktet Bitoma och familjen barkbaggar. Arten är reproducerande i Sverige. Inga underarter finns listade i Catalogue of Life.

## Bildgalleri

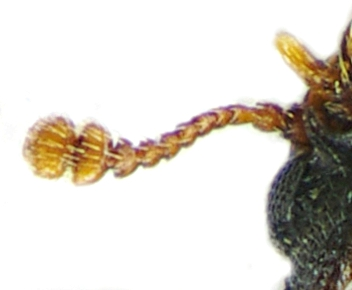
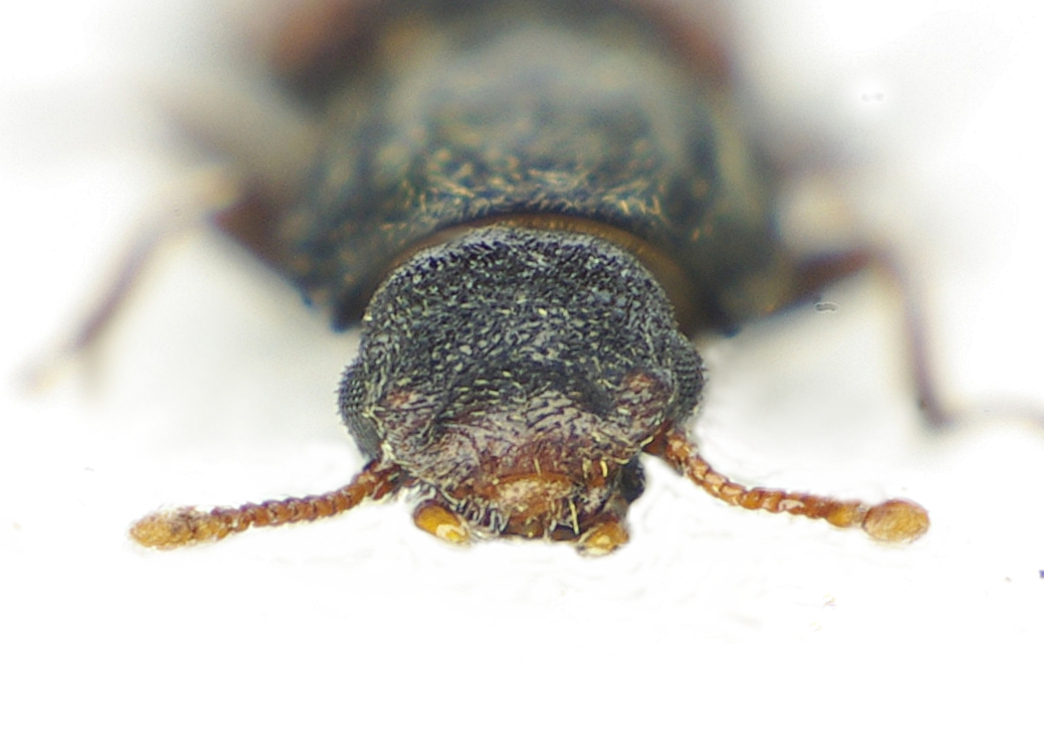
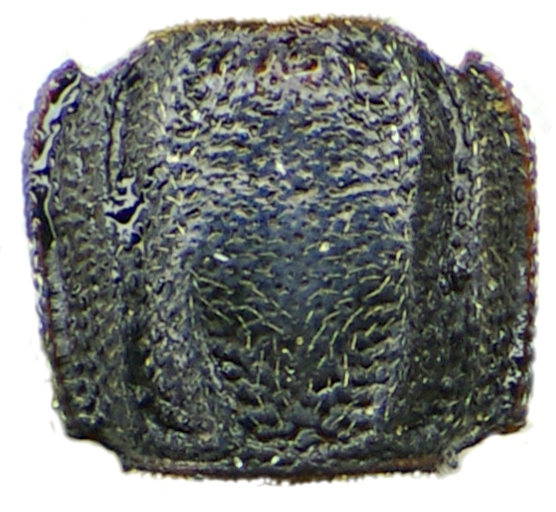
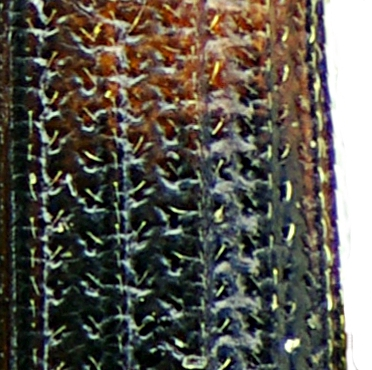
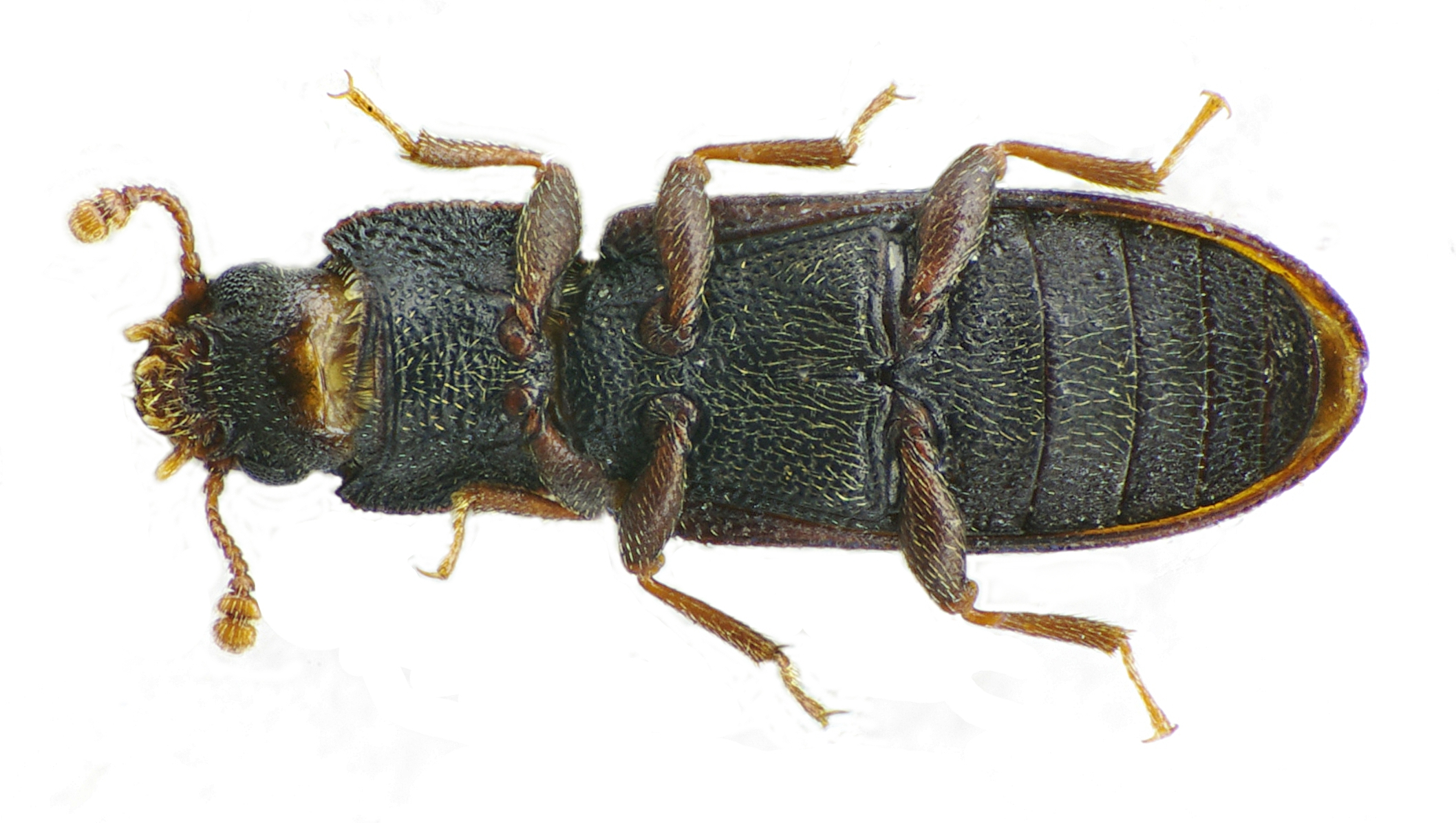
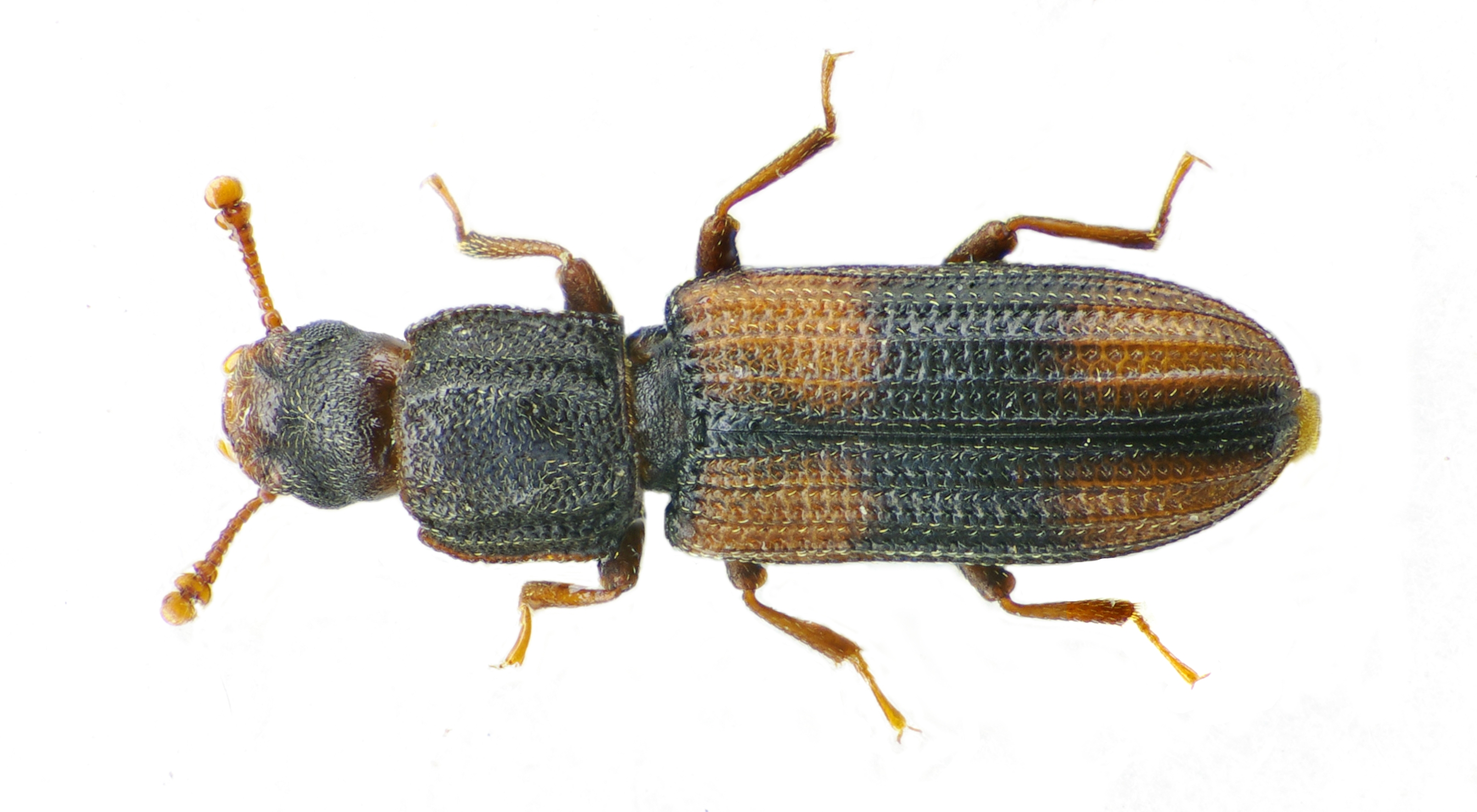